# 淺間山古墳
淺間山古墳（日语：／ Segenyamakofun）是位於日本群馬縣高崎市倉賀野町的一座前方後圓墳，日本國史跡，次於太田市的太田天神山古墳為群馬縣第二大規模的古墳，關東地方來說則僅次於太田天神山古墳和茨城縣石岡市舟塚山古墳，第三大規模的古墳。古墳推算建於古墳時代前期（4世紀末至5世紀初）。

## 概要

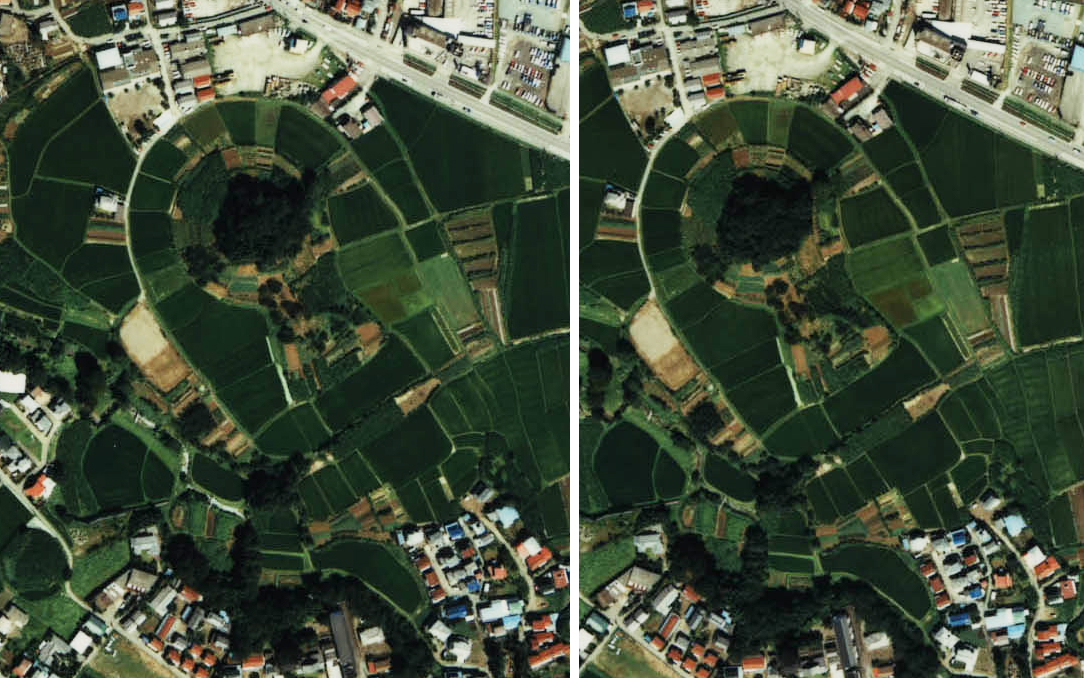
淺間山古墳的航拍立体图

古墳位於高崎市東南面的平原，是一座前方後圓墳，其周圍分佈了由古墳時代初期至後期建成的古墳，連同此古墳形成了倉賀野古墳群，其中規模較大的有墳丘達122米長的大鶴卷古墳和80米長的小鶴卷古墳，但是最大規模的是淺間山古墳。
古墳建成當時是東日本最大規模的，與位於同縣太田市，墳丘長達168米的別所茶臼山古墳同樣是當時具代表性的前方後圓墳。另外，古墳由於與奈良縣奈良市的佐紀陵山古墳設計上相似度達5分4，因此可能被葬者與以佐紀為中心成立的大和王權有密切的關係。
古墳的前方部分朝向東南方，由兩層組成，後圓部分則由3層組成，表面鋪上了葺石、圓筒埴輪和形象埴輪。墓室形態則不明，有可能是豎穴形的粘土槨。

## 規模
- 墳丘長：171.5米[1]
- 後圓部分，3層組成。
  - 直徑：105米
  - 高：14.1米
- 前方部分，兩屬組成。
  - 長：66.3米
  - 闊：74.8米
  - 高：5.5米

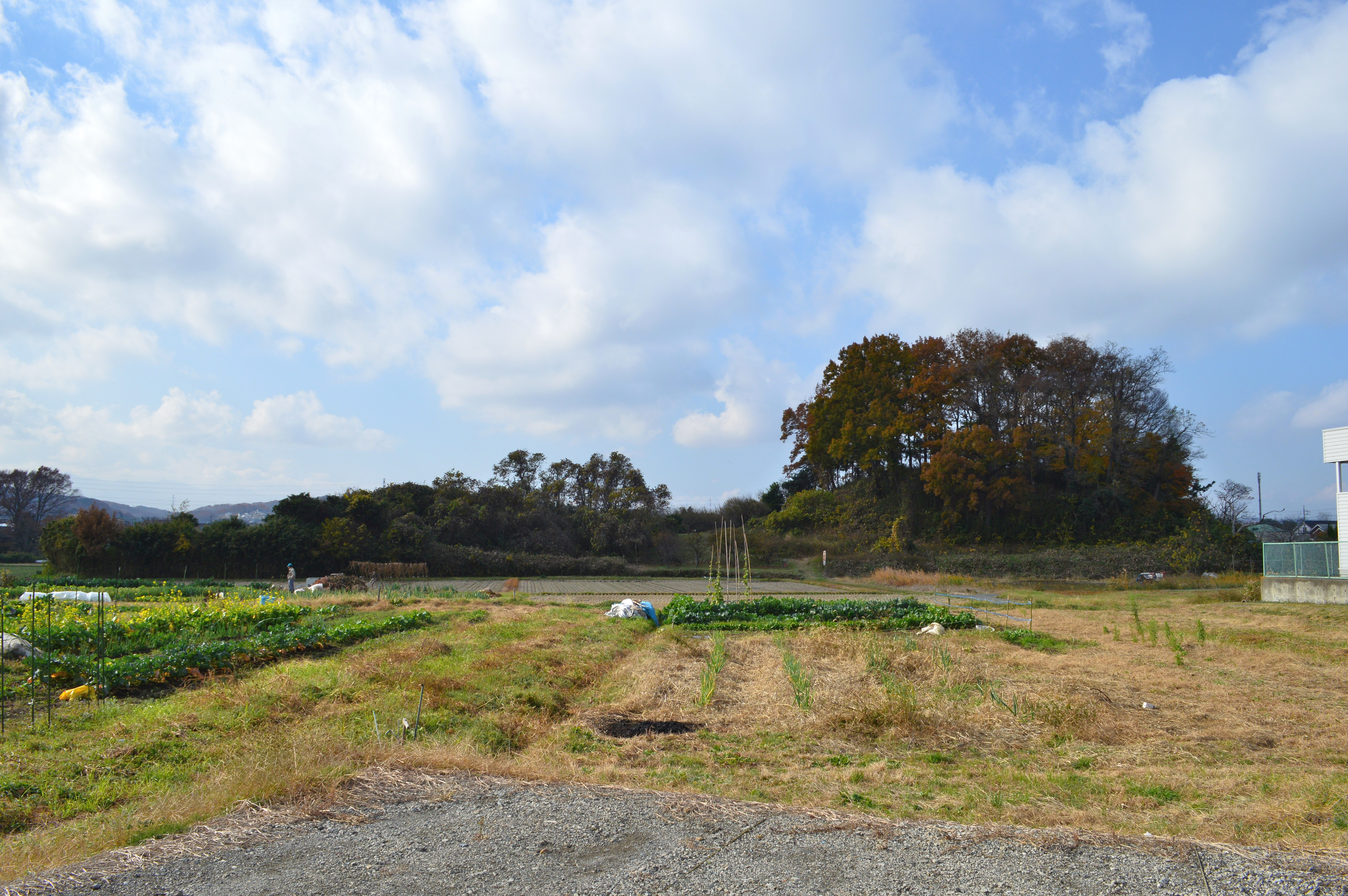
左邊是前方部分，右邊是後圓部分

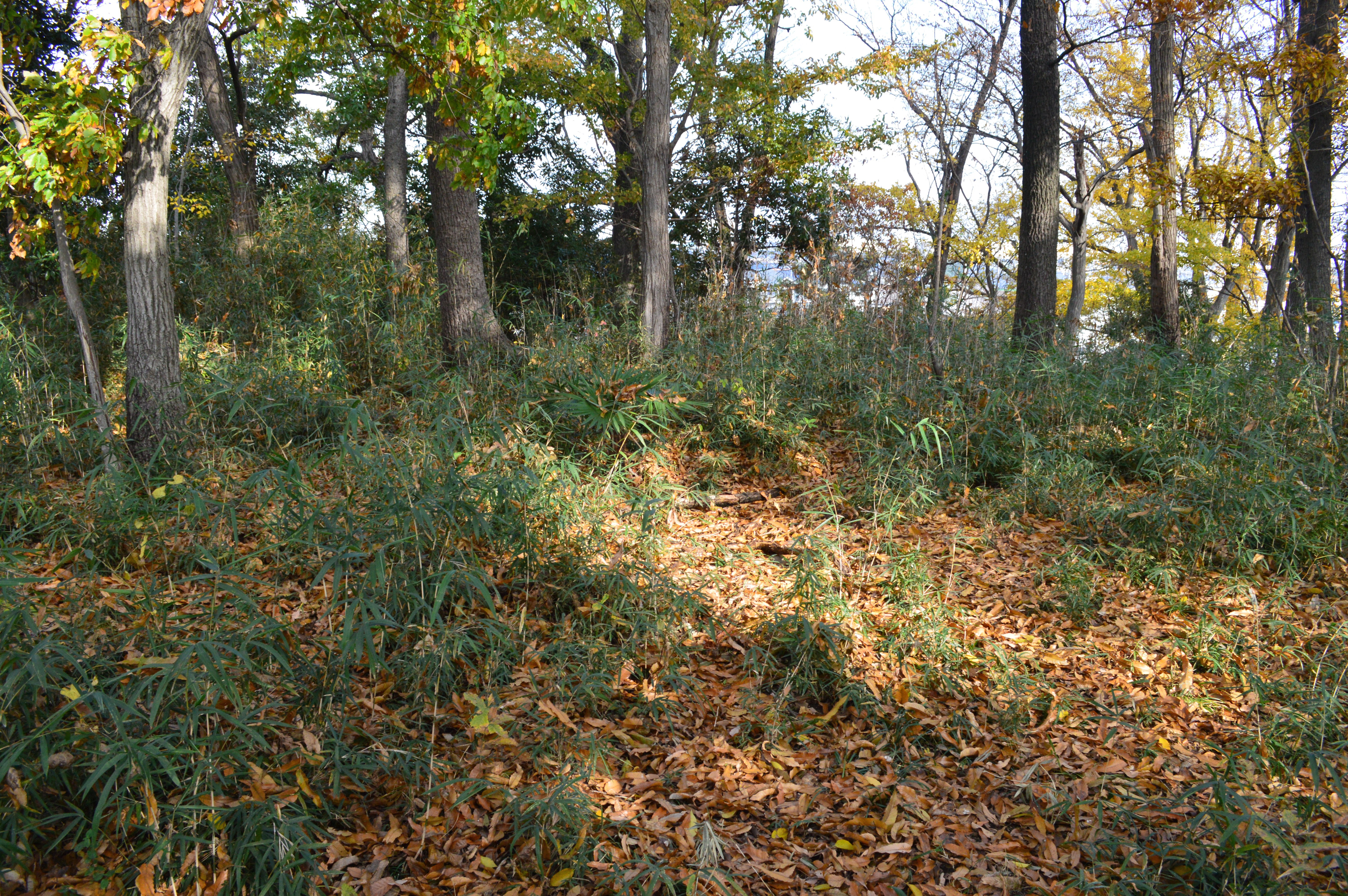
後圓部分墳頂

古墳周圍建有闊約30米的周壕，其外側由20至30米闊的中堤包圍，中堤以外則由56米至65闊的外濠所包圍，其總長度達250米，闊170米。

## 文物

### 日本國史跡
- 淺間山古墳—1927年4月8日指定[5]。

## 外部連結
- - 國指定文化財等數據庫（日語）
- 浅間山古墳 （页面存档备份，存于）
- 浅間山古墳 （页面存档备份，存于）